# Matthew Brennan (Radsportler)
Matthew Brennan (* 6. August 2005) ist ein britischer Radrennfahrer, der auf der Straße und der Bahn aktiv ist.

## Sportlicher Werdegang
2022 wurde Brennan als Junior Mitglied im Fensham Howes-MAS Team, das von Giles Pidcock, dem Vater von Thomas Pidcock, geführt wird. Nach ersten Podiumsplatzierungen in der Saison 2022 schaffte er 2023 noch als Junior seinen internationalen Durchbruch. Auf der Straße entschied er die Gesamtwertung zweier Rundfahrten für sich. Auf der Bahn gewann er bei den Europameisterschaften drei Silbermedaillen. Bei den Bahnradsport-Weltmeisterschaften wurde er Weltmeister in der Einerverfolgung und stellte dabei einen neuen Junioren-Weltrekord auf. Gemeinsam mit Ben Wiggins gewann er auch den Titel im Madison. Auf nationaler Ebene wurde er im September britischer Meister im Derny.
Zur Saison 2024 wurde Brennan Mitglied im Team Visma-Lease a Bike Development. Mit der Poreč Trophy und der Umag Trophy gewann er gleich seine ersten beiden Rennen in der Elite. Neben zahlreichen weiteren Top-10-Platzierungen gewann er beim Giro Next Gen die letzte Etappe. Nach nur einer Saison im Developmentteam wurde er zur Saison 2025 in das UCI WorldTeam übernommen.
Nachdem er sein WorldTour-Debüt bei der Tour Down Under 2025 gegeben hatte, gewann er in den Diensten des Team Visma-Lease a Bike Development die Tour des 100 Communes und den Grand Prix de la Ville de Lillers. Nachdem er mit dem Kopfsteinpflaster-Rennen Grand Prix de Denain erstmals ein Rennen der UCI ProSeries gewonnen hatte, ging er bei der Katalonien-Rundfahrt an den Start und setzte sich bei der Auftaktsetappe auf einer leicht ansteigenden Zielgeraden vor dem Australier Kaden Groves durch. Neben seinem ersten Sieg in der UCI WorldTour übernahm er zudem mit nur 19 Jahren die Gesamtführung des spanischen Etappenrennens. Nachdem er dieses auf den anspruchsvollen Bergetappen hatte abgeben müssen, gewann er auch den Sprint der 5. Etappe. Tags drauf verließ er die Rundfahrt, um sich auf Paris–Roubaix vorzubereiten, wo er den 44. Platz belegte. Ende April war erneut in der UCI WorldTour erfolgreich als er den zweiten Abschnitt der Tour de Romandie im Sprint gewann. Anschließend setzte er seine erfolgreiche Saison mit einem Sieg bei Rund um Köln fort. Im Anschluss konnte er mit zwei Etappensiegen und dem Gewinn der Gesamtwertung der Tour of Norway überzeugen. Im Juni und Juli legte er eine Rennpause ein, die er nur für die britischen Straßenmeisterschaften unterbrach, wo er im Straßenrennen den zweiten Platz hinter Samuel Watson belegte. Im August gewann er die 5. Etappen bei der Polen-Rundfahrt.

## Erfolge

### Straße
2023
- Gesamtwertung Guido Reybrouck Classic
- Gesamtwertung, Bergwertung und eine Etappe Keizer der Juniores

2024
- Poreč Trophy
- Umag Trophy
- eine Etappe Giro Next Gen

2025
- Le Tour des 100 Communes
- Grand Prix de la Ville de Lillers
- Grand Prix de Denain
- zwei Etappen Katalonien-Rundfahrt
- eine Etappe Tour de Romandie
- Rund um Köln
- Gesamtwertung und zwei Etappen Tour of Norway
- eine Etappe Polen-Rundfahrt

### Bahn
2023
- Junioren-Europameisterschaften – Mannschaftsverfolgung (mit Jed Smithson, Luke Finlay Tarling und Ben Wiggins)
- Junioren-Europameisterschaften – Madison (mit Ben Wiggins)
- Junioren-Europameisterschaften – Einerverfolgung

2023
- Junioren-Weltmeister – Einerverfolgung
- Junioren-Weltmeister – Madison (mit Ben Wiggins)
- Junioren-Weltmeisterschaften – Einerverfolgung
- Britischer Meister – Derny